# Резолюція Генеральної Асамблеї ООН 75/29
Резолюція Генеральної Асамблеї ООН A/RES/75/29 «Проблема мілітаризації Автономної Республіки Крим та м. Севастополь (Україна), а також частин Чорного і Азовського морів» була схвалена 7 грудня 2020 року на 75-й сесії Генеральної Асамблеї ООН. У ній міститься заклик до консолідації зусиль світової спільноти з метою деокупації Криму.
У відкритому голосуванні 63 країни-членів ООН висловилися «за», 17 — «проти», а 62 утримались.

## Ініціатори
Проєкт резолюції A/75/L.38/Rev.1 від 3 грудня 2020 подали Австралія, Австрія, Албанія, Бельгія, Болгарія, Угорщина, Німеччина, Грузія, Данія, Ірландія, Ісландія, Іспанія, Італія, Канада, Латвія, Литва, Люксембург, Мальта, Нідерланди, Норвегія, Польща, Португалія, Республіка Молдова, Румунія, Північна Македонія, Словаччина, Словенія, Сполучене Королівство Великої Британії і Північної Ірландії, Сполучені Штати Америки, Туреччина, Україна, Фінляндія, Франція, Хорватія, Чехія, Швеція та Естонія.

## Зміст
У резолюції засуджується російська тимчасова окупація Криму та зазначається, що така окупація становить загрозу міжнародній безпеці. У резолюції підтверджено, що окупація є незаконною і порушує міжнародне право, і що окуповані території мають бути невідкладно повернуті під контроль України. У документі також наголошується, що Росія перемістила на територію Криму озброєння, здатні нести ядерні заряди. Резолюція вимагає від Росії негайно припинити таку діяльність.
Російська окупація порушує стабільність міжнародних режимів верифікації та контролю над озброєннями, а саме Договору про відкрите небо, Договору про звичайні збройні сили в Європі, Віденського документу 2011 року про заходи довіри і безпеки. Крім того, резолюція закликає Росію припинити мілітаризацію освіти в Криму — шкільну військову підготовку кримських дітей, метою якої проголошується їх майбутня служба в збройних силах РФ.

## Голосування
Оновлену версію проєкта резолюції A/75/L.38/Rev.1, яку запропонували 3 грудня 2020 року 37 держав-членів ООН, а 7 грудня до співавторства долучилися ще 5 держав (напівжирним шрифтом), ухвалили 7 грудня на 36 пленарному засіданні 75-ї сесії Генеральної Асамблеї кваліфікованою більшістю присутніх як A/RES/75/29:
| Голос         | Кількість | Держави-члени Організації Об'єднаних Націй |
| ------------- | --------- | --- |
| За            | 63        | Австралія, Австрія, Албанія, Андорра, Багамські Острови, Барбадос, Беліз, Бельгія, Болгарія, Ботсвана, Велика Британія, Гватемала, Гондурас, Греція, Грузія, Данія, Естонія, Ізраїль, Ірландія, Ісландія, Іспанія, Італія, Канада, Кіпр, Коста-Рика, Латвія, Литва, Ліберія, Ліхтенштейн, Люксембург, Мальдіви, Мальта, Маршаллові Острови, Молдова, Монако, Нідерланди, Німеччина, Нова Зеландія, Норвегія, Панама, Папуа Нова Гвінея, Північна Македонія, Польща, Португалія, Румунія, Сан-Марино, Сінгапур, Словаччина, Словенія, Сполучені Штати Америки, Тувалу, Туреччина, Угорщина, Україна, Федеративні Штати Мікронезії, Фінляндія, Франція, Хорватія, Чехія, Чорногорія, Швейцарія, Швеція, Японія |
| Проти         | 17        | Білорусь, Венесуела, Вірменія, Зімбабве, Іран, Камбоджа, Киргизстан, Китайська Народна Республіка, Куба, Лаос, М'янма, Нікарагуа, Північна Корея, Росія, Сербія, Сирія, Судан |
| Утрималися    | 62        | Алжир, Аргентина, Бангладеш, Бахрейн, Бенін, Болівія, Боснія і Герцеговина, Бразилія, Бруней, Бутан, В'єтнам, Гана, Гвінея-Бісау, Джибуті, Еквадор, Еритрея, Ефіопія, Єгипет, Ємен, Індія, Індонезія, Ірак, Йорданія, Казахстан, Катар, Кірибаті, Колумбія, Кот-д'Івуар, Кувейт, Ліван, Лівія, Мавританія, Мадагаскар, Малайзія, Малі, Мексика, Мозамбік, Монголія, Намібія, Науру, Непал, Нігерія, Оман, Пакистан, Палау, Парагвай, Перу, Південна Корея, Південно-Африканська Республіка, Руанда, Сальвадор, Сан-Томе і Принсіпі, Саудівська Аравія, Сент-Вінсент і Гренадини, Суринам, Таїланд, Того, Уругвай, Фіджі, Філіппіни, Чилі, Шрі-Ланка                                                          |
| Не голосували | 51        | Азербайджан, Ангола, Антигуа і Барбуда, Афганістан, Буркіна-Фасо, Бурунді, Вануату, Габон, Гаїті, Гамбія, Гаяна, Гвінея, Гренада, Демократична Республіка Конго, Домініка, Домініканська Республіка, Екваторіальна Гвінея, Есватіні, Замбія, Кабо-Верде, Камерун, Кенія, Коморські Острови, Лесото, Маврикій, Малаві, Марокко, Нігер, Об'єднані Арабські Емірати, Південний Судан, Республіка Конго, Самоа, Сейшельські Острови, Сенегал, Сент-Кіттс і Невіс, Сент-Люсія, Соломонові Острови, Сомалі, Східний Тимор, Сьєрра-Леоне, Таджикистан, Танзанія, Тонга, Тринідад і Тобаго, Туніс, Туркменістан, Уганда, Узбекистан, Центральноафриканська Республіка, Чад, Ямайка                                   |
| Всього        | 193       | |

## Значення і реакція
Міністр закордонних справ України Дмитро Кулеба: «Цьогорічна резолюція — новий елемент зростаючого правового тиску на Росію. Ухвалення резолюції свідчить про те, що мілітаризація Криму, яка здійснюється Російською Федерацією як державою-окупантом, залишається в центрі уваги міжнародного співтовариства, яке розглядає перетворення Криму на величезну військову базу як пряму загрозу безпеці і стабільності у регіоні. Відтепер Україна має в своєму юридичному арсеналі додатковий переконливий політико-правовий аргумент для просування деокупації Криму».
 Російський дипломат назвав документ «брехливим і абсурдним». «Замість дискусії державам-членам ООН нав'язується думка про те, що вони своїм голосуванням нібито повинні підтвердити територіальну цілісність України. Багато хто, на жаль, досі вірять у цей обман».